# Douglas dos Reis
Douglas Junior dos Reis (* 9. Dezember 1995) ist ein brasilianischer Leichtathlet, der sich auf den Diskuswurf spezialisiert hat.

## Sportliche Laufbahn
Erste internationale Erfahrungen sammelte Douglas dos Reis im Jahr 2016, als er bei den U23-Südamerikameisterschaften in Lima mit einer Weite von 52,76 m die Silbermedaille im Diskuswurf hinter dem Kolumbianer Mauricio Ortega gewann. Im Jahr darauf gewann er bei den Südamerikameisterschaften in Luque mit 58,83 m die Bronzemedaille hinter Ortega und dem Argentinier Germán Lauro. Anschließend nahm er an der Sommer-Universiade in Taipeh teil und belegte dort mit 59,37 m den siebten Platz. 2018 startete er bei den Südamerikaspielen in Cochabamba und wurde dort mit 51,76 m Vierter, ehe er bei den Iberoamerikanischen Meisterschaften in Trujillo mit einem Wurf auf 56,91 m die Bronzemedaille hinter Mauricio Ortega und Juan Caicedo aus Ecuador gewann. Im Jahr darauf sicherte er sich bei den Südamerikameisterschaften in Lima mit 56,43 m die Silbermedaille hinter Ortega. 2022 belegte er bei den Ibero-Amerikanischen Meisterschaften in La Nucía mit 53,21 m den siebten Platz und 2024 gelangte er bei den Ibero-Amerikanischen Meisterschaften in Cuiabá mit 57,79 m auf den achten Platz. Im Jahr darauf klassierte er sich bei den Südamerikameisterschaften in Mar del Plata mit 56,60 m den sechsten Platz.
In den Jahren 2018 und 2020 wurde dos Reis brasilianischer Meister im Diskuswurf.